# Манагадзе, Лаврентий Григорьевич
Лаврентий Манагадзе (груз. ლავრენტი მანაგაძე; 1949—2019) — советский и грузинский уролог. Доктор медицинских наук, профессор. Академик НАН Грузии (2013; член-корреспондент с 1997). Лауреат Государственной премии Грузии (2004). Ректор Тбилисского государственного медицинского института (1991—1992).

## Биография
Родился 5 мая 1949 года в Тбилиси, Грузинской ССР.
С 1951 по 1961 год обучался в Тбилисской средней школе. С 1961 по 1967 год обучался в Первом Московском государственном медицинском институте. С 1967 по 1970 год обучался в аспирантуре и докторантуре при Лаборатории по пересадке органов и тканей АМН СССР.
С 1970 по 1972 год на научной работе в Лаборатории по пересадке органов и тканей АМН СССР в должности младшего научного сотрудника. С 1972 по 1985 год на научно-исследовательской и клинической работе в Институте экспериментальной и клинической хирургии имени К. Эристави в должностях: старший научный сотрудник, с 1974 по 1984 год — заведующий экспериментальной лаборатории, с 1984 по 1985 год — заместитель директора этого института по медицине. С 1985 по 2019 год на научной работе в НИИ урологии имени А. Цулукидзе в должностях: с 1985 по 2000 год — директор этого института, с 2000 по 2004 год — научный руководитель, с 2004 по 2006 год — председатель Наблюдательного совета, с 2007 по 2011 год — генеральный директор этого института, с 2012 по 2019 год — директор по медицине этого института.
С 1991 по 1992 год — ректор Тбилисского государственного медицинского института. С 1997 по 2019 год на педагогической работе на медицинском факультете Тбилисского государственного университета в должности заведующего кафедрой урологии.

### Научно-педагогическая деятельность и вклад в науку
Основная научно-педагогическая деятельность И. П. Гамкрелидзе была связана с вопросами в области детской урологии, трансплантации почек, лапароскопической, перкутанной и эндоскопической хирургии, реконструктивной онкоурологии, урологии и хирургии. С 1975 по 1979 год находился в зарубежной научно-педагогической командировке в Германии, где преподавал и читал курс лекций в Берлинской университетской клинике.
В 1971 году защитил кандидатскую диссертацию по теме: «Консервация почки методом гипотермии в сочетании с гипербарической оксигенацией», в 1981 году защитил докторскую диссертацию по теме: «Трансплантация детских почек взрослым реципиентам», в 1988 году ему присвоено учёное звание профессор. В 1997 году был избран член-корреспондентом, в 2013 году действительным членом НАН Грузии. Л. Манагадзе было написано более трёхсот пятидесяти научных работ, в том числе восьми монографий. Им было подготовлено десять докторских и двенадцать кандидатских диссертаций.
Скончался 5 февраля 2019 года в Тбилиси.

## Награды
- Орден Чести (Грузия) (1997)
- Государственная премия Грузии в области науки и техники (2004 — за цикл трудов «Деривация мочи и новое направление энтеропластики — формирование искусственного мочевого пузыря детубулированным сегментом кишечника»)[1][2]

## Основные труды
- Оперативная урология. Классика и новации : [Руководство для врачей] / Л.Г. Манагадзе, Н.А. Лопаткин,…Р. Гогенфеллнер [и др.]. - М. : Медицина, 2003. - 715 с.  ISBN 5-225-04634-7[4]